# فائوستو پیتزی
فائوستو پیتزی (انگلیسی: Fausto Pizzi؛ زادهٔ ۲۱ ژوئیهٔ ۱۹۶۷) بازیکن فوتبال اهل ایتالیا است.
از باشگاه‌هایی که در آن بازی کرده‌است می‌توان به باشگاه فوتبال اینتر میلان، باشگاه فوتبال پروجا، باشگاه فوتبال پارما، باشگاه فوتبال کرمونزه، باشگاه فوتبال اودینزه، باشگاه فوتبال چیتادلا، باشگاه فوتبال رجانا، باشگاه فوتبال جنوآ، باشگاه فوتبال ویچنزا، و باشگاه فوتبال ناپولی اشاره کرد.